# Loa loa
Loa loa és una espècie de nematode de la família Onchocercidae que parasita a l'ésser humà provocant la loaosi, una filariosi subcutània que pertany a les anomenades malalties tropicals desateses. Es tracta d'una filària que es localitza a sota pell i a la conjuntiva de l'ull. Loa loa es troba habitualment a Àfrica. Habita principalment a les selves tropicals de l'Àfrica Occidental però té els orígens a Etiòpia.

## Característiques
Els cucs Loa loa tenen una estructura senzilla que consisteix en un cap (que no té llavis), un tronc i una cua. El cos està recobert d’una cutícula amb tres capes principals formades per col·lagen i altres compostos que ajuden a protegir-los mentre es troben a l’interior de l'aparell digestiu del seu hoste. Els joves tenen un aspecte similar als cucs adults, però són significativament més petits. Els mascles adults oscil·len entre els 20 i els 34 mm de llarg i els 350 a 430 μm d’amplada. Les femelles adultes oscil·len entre els 20 i els 70 mm de llarg i poden tenir uns 425 μm d’amplada. El color.es variable.

## Cicle biològic
Les larves madures i els adults de Loa loa ocupen la capa subcutània de la pell (la capa de greix) dels humans on poden romandre entre 10 i 15 anys, causant inflamacions conegudes com a edema de Calabar. La femella diposita les microfilàries (larves joves) que es poden desenvolupar a la sang de l’hoste en un termini de 5 a 6 mesos i poden sobreviure fins a 17 anys. Les microfilàries són úniques perquè viatgen cap als pulmons a la nit i migren a la sang perifèrica durant el dia en espera que un tàvec del gènere Chrysops piqui el malalt i absorbeix les microfilàries; el tàvec infectarà altres humans picant-los.